# Bathysauroides gigas
Bathysauroides gigas is een straalvinnige vissensoort uit de familie van bathysauroiden (Bathysauroididae). De wetenschappelijke naam van de soort is voor het eerst geldig gepubliceerd in 1952 door Kamohara.